# Skórnictwo
Skórnictwo – dział rzemiosła zajmujący się zarówno wyrobem skór przez garbowanie (garbarstwo), jak i wytwarzaniem wyrobów skórzanych (cholewkarstwo, futrzarstwo, introligatorstwo, kaletnictwo, kuśnierstwo, miechownictwo, rękawicznictwo, rymarstwo, siodlarstwo, szewstwo).